# Jimmy Isaac
James Isaac (23 tháng 10 năm 1916 - tháng 12 năm 1993) là một cầu thủ bóng đá, từng thi đấu cho Huddersfield Town, Bradford City và Hartlepools United. Ông sinh ra ở Cramlington, Northumberland.